# Cepheuptychia glaucina
Cepheuptychia glaucina är en fjärilsart som beskrevs av Bates 1865. Cepheuptychia glaucina ingår i släktet Cepheuptychia och familjen praktfjärilar. Inga underarter finns listade i Catalogue of Life.